# Elie Onana
Elie Eloundou Onana (ur. 13 października 1951 w Okoli, zm. 2 kwietnia 2018 w Jaunde) – kameruński piłkarz, występował na pozycji obrońcy.

## Życiorys
Brał udział w mistrzostwach świata 1982, na których rozegrał wszystkie trzy mecze. Podczas tego mundialu był zawodnikiem Fédéral Foumban. Grał również w takich klubach jak: Santos Okola, Bafia Club, Canon Jaunde i Santos Jaunde.
Bratem Elie Onany był Jules, który również był reprezentantem Kamerunu. Grał na mistrzostwach świata 1990.
Zmarł 2 kwietnia 2018 w wieku 66 lat.